# محمد العربي قادوس
أبو عبد اللّه محمد بن العربي قادوس  المدعو أفاندي  (توفي 13 ذو القعدة 1204 هـ، مكناس) كبير وزراء السلطان سيدي محمد بن عبد اللّه بين 1785 – 1790م.
ينحدر العربي قادوس من أصول إسبانية، حيث كان والده أسيرا اعتنق الإسلام. كان من موالي السلطان، فنشأ وسط الرفاهية في القصر وتشبع بأدابها وأخلاقها. وعند تعيينه وزيرا أصبح ركنا من أركان السلطة في المغرب يسير أمور البلاد كلها. كان أفندي ملجأ الدبلوماسية الإسبانية ووسيلتها للوصول للسلطان. وحسب أكنسوس، كان السلطان سيدي محمد بن عبد الله يدعوه بلقب أفندي استعظاما لشأنه.

يصفه الطبيب وليام لامبرير أنه «يمتلك المواهب والصفات الودية لأفراد الحاشية والبلاط في أوروبا».
بنى بيتا فاخرا بمراكش، أنفق عليه خمسين قنطارا، حسب الضعيف الرباطي، واستورد رخامه وزليجه وعوده من الخارج. فحسده القائد الزوين الرحماني ووشى به، فعزم السلطان على هدمها فأقنعه قادوس أفندي بأن البيت رمز لعظمة ورفاهية البلاد وأنه يبهر سفراء الأتراك والنصارى عند استضافتهم به.
بعد وفاة السلطان محمد الثالث، قام السلطان الجديد اليزيد بن محمد باستدعاء قادوس أفندي إلى فاس والذي كان متواجدا بالرباط، حاول استدراجه دون أن يشعر بأنه يمكر له، فأبلغه أنه يريد أن يخدمه كما كان يخدم والده. حيث كان قادوس يعلم بشؤون كل أموال الدولة بالمغرب والصحراء وأوروبا.
وكان قادوس والحاج عبد الله بركاش الرباطي وعبد الله بن محمد الرحماني صهر السلطان وعامله على الرباط والدار البيضاء وتامسنا مع رأي مبايعة المولى هشام.
حذر قادوس الإسبان من أن السلطان الجديد ليس كالسابق، كونه أنه أكثر صرامة من والده، وعليهم مضاعفة الهدايا للتقرب إليه عكس والده،
أصدر السلطان الجديد أمرا بإعدام قادوس أفندي لأنه كان يعده من أعدائه، وأمر أن يعلّق رأسه على باب دير المبشرين الفرنسيسكان بمكناس وأن تبعث يداه إلى وجدة وإلى مقر القنصل الإسباني بطنجة، كإشارة لتغير السياسة الخارجية. قتل ليلة الثلاثاء 13 ذو القعدة 1204 هـ وتم مصادرة بيته وأمواله.
وسط الفتنة التي انفجرت بين اليزيد وإخوته، سعى آل مرينو إلى المولى اليزيد ليعلموه أن العربي قادوس ترك الأموال التي كانت بموكب والده السلطان يوم وفاته، كأمانة عند آل فرج، فبعث اليزيد في جمادى الأولى عام 1205 هـ الفقيه محمد الزعري الرباطي مرفوقا بنحو خمسين فارسا يبحث على ذلك المال. فدخلها يوم 26 جمادى الأولى، فقبض على أولاد فرج وسجنهم وقامت في أهل الرباط فتنة كبيرة.